# Peixoto de Azevedo
Die Gemeinde Peixoto de Azevedo, amtlich Município de Peixoto de Azevedo, liegt in dem Bundesstaat Mato Grosso in Brasilien.
Peixoto de Azevedo hat eine Arbeitslosenquote von 30 % und liegt damit weit über dem Landesdurchschnitt von 10,8 %. Die Einwohner der Gemeinde sind zu 50 % evangelisch und zu 40 % katholisch.

## Geschichte
Eine Militärexpedition unter Antônio Peixoto de Azevedo erforschte 1819 den Norden des Mato Grasso auf der Suche nach neuen Flusswegen. An der 1970 errichteten Straße von Cuiabá nach Santarém entstanden Mitte der 1970er Jahre einige Dörfer. Die Gegend wurde 1978 von einem Goldrausch erreicht. Das Straßendorf Peixoto de Azevedo wurde zu einer Barackenstadt.
Im Jahr 1985 zählte Peixoto 100.000 Einwohner, hatte einen Goldumschlag von anderthalb Tonnen pro Monat und 136 Goldankaufstellen. Gewalt und Morde waren an der Tagesordnung. Ein Jahr später wurde Peixoto zu einer eigenständigen Gemeinde erklärt. Wirtschaftsliberalisierung und hohe Ölpreise beendeten 1992 die Rentabilität der Schürferei. Tausende Garimpeiros plünderten und verließen die Stadt.
Durch die Ansiedlung hunderter Familien in Peixoto 1993 entstand ein zweites Straßendorf, das von Viehzucht, Holzrodung, Kaffee-, Bohnen- und Maisanbau lebt.